# 拉斯穆斯·夸德
拉斯穆斯·克里斯蒂安·夸德（丹麥語：Rasmus Christian Quaade，1990年1月7日—），丹麦自行车运动员，2013年世界场地自行车锦标赛男子团体追逐赛铜牌得主、2014年世界场地自行车锦标赛男子团体追逐赛银牌得主、2016年世界场地自行车锦标赛男子团体追逐赛铜牌得主、2016年夏季奥运会男子团体追逐赛铜牌得主。